# 乡村绅士
《乡村绅士》（英语：The Village Squire）是由雷金纳德·德纳姆执导的1935年英国喜剧电影，由戴维·霍恩、莱斯利·佩里斯、莫伊拉·林德和费雯·丽主演。影片根据阿瑟·贾维斯·布莱克的戏剧改编而来。一位好莱坞明星的到来帮助了一个村庄的业余戏班表演《馬克白》，这引起了讨厌电影的乡绅的激烈抵抗。
本片是响应英国文化部门保证拍片数量以抵制好莱坞电影威胁而拍摄的，由派拉蒙影業在埃尔斯特里工作室制成。今天这部电影因费雯·丽的首次亮相而出名。

## 演员
- 戴维·霍恩 - 乡绅霍利斯
- 莱斯利·佩里斯 - 理查德·维纳布尔斯
- 莫伊拉·林德 - 玛丽·霍利斯
- 费雯·丽 - 罗丝·维纳布尔斯
- 马哈雷特·沃森 - 卡罗琳阿姨
- 哈登·梅森 - 布莱克博士
- 艾弗·巴纳德 - 沃斯福德先生